# Maison Karapešić à Grocka
La maison Karapešić (en serbe cyrillique : Карапешићева кућа ; en serbe latin : Karapešićeva kuća) est située à Grocka, en Serbie, dans la municipalité de Grocka et sur le territoire de la Ville de Belgrade. Construite dans la première moitié du XIXe siècle, elle est inscrite sur la liste des monuments culturels protégés de la République de Serbie et sur la liste des biens culturels de la Ville de Belgrade.

## Présentation
La maison Karapešić a été construite dans la première moitié du XIXe siècle, dans un style qui rappelle les maisons traditionnelles du Kosovo, ce qui suggère que son propriétaire était originaire de cette région.
La maison dispose de quatre pièces et est dotée d'un porche central ; elle possède également une cave. Elle est constituée d'une structure en bois remplie avec du torchis ; le toit est recouvert de tuiles.